# Fiber distributed data interface
Nell'ambito delle reti informatiche la Fiber distributed data interface (meglio conosciuta con la sigla FDDI) è un particolare tipo di rete ad anello token ring basata sull'uso delle fibre ottiche quale mezzo trasmissivo.

## Descrizione
Tale tecnologia permette la trasmissione dati ad alta velocità all'interno di una rete locale che può estendersi fino a oltre 200 chilometri e la gestione di massimo cinquecento host. Lo schema logico della rete è costituito da un doppio anello in fibra ottica che opera a una velocità di 100 Mbps (Megabit per secondo): normalmente le trasmissioni avvengono su un solo anello - detto primario - mentre, in caso di malfunzionamenti, entra in funzione l'anello secondario: in tal modo viene garantita l'affidabilità del servizio. Il secondo anello può però essere utilizzato anche per aumentare la potenza trasmissiva totale della rete fino a velocità di 200 Mbit/s. Questa caratteristica la rende particolarmente adatta alla costituzione di backbone.
L'ordine in cui i dispositivi di rete (ed esempio i calcolatori) possono trasmettere pacchetti di dati sulla rete viene regolato da un particolare messaggio detto token (testimone). Lo standard FDDI è stato sviluppato dall'ente statunitense ANSI all'interno del modello OSI. Gli anelli FDDI sono solitamente realizzati secondo la struttura di anelli connessi ad albero. Solo pochi apparati, solitamente router, sono connessi ad entrambi gli anelli. Questo è reso necessario dal fatto che, sebbene sia teoricamente possibile bypassare apparati non attivi, l'uso di apparati non sotto il controllo diretto del Network manager è foriero di errori di trasmissione e problemi vari.
La tecnologia FDDI è spesso usata per la realizzazione di reti metropolitane, sebbene l'avvento delle tecnologie fast Ethernet e, più recentemente, gigabit Ethernet abbia reso meno utilizzata l'FDDI. Un'ulteriore evoluzione dell'FDDI, l'FDDI-II, introduce il circuit switching permettendo la veicolazione di contenuti multimediali sulla rete. Esiste inoltre anche una variante della tipologia FDDI, la CDDI, che si basa, invece, sull'utilizzo di cavi di rame.
I quattro standard su cui si basa la tecnologia FDDI sono:
- ANSI X3T9.5, specifiche Physi

cal Media Dependent (PMD)
- ANSI X3T9.5, specifiche Physical (PHY)
- ANSI X3.139, specifiche per il Media Access Control (MAC)
- ANSI X39.5, specifiche per lo Station Management (SMT)